# Evarcha praeclara
Evarcha praeclara är en spindelart som beskrevs av Prószynski, Wesolowska 2003. Evarcha praeclara ingår i släktet Evarcha och familjen hoppspindlar. Inga underarter finns listade i Catalogue of Life.